# فرودگاه شیوفوک-کیلیتی
فرودگاه شیوفوک-کیلیتی (به انگلیسی: Siófok-Kiliti Airport) یک فرودگاه با کد یاتا SFK است که یک باند فرود چمن دارد و طول باند آن ۱۲۵۰ متر است. این فرودگاه در شهر شیوفک، مجارستان قرار دارد و در ارتفاع ۱۲۷ متری از سطح دریا واقع شده است.